# Alegrete do Piauí
Alegrete do Piauí este un oraș în Piauí (PI), Brazilia.